# Электроокулография

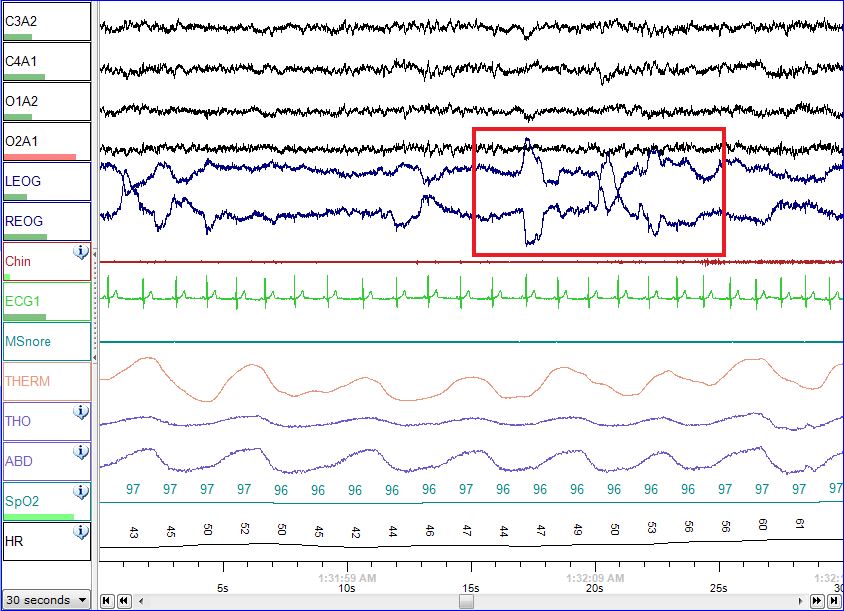
Electrooculograms for the left eye (LEOG) and the right eye (REOG) for the period of REM sleep.

Электроокулография (ЭОГ) (электрический + лат. oculus — «глаз» + др.-греч. γράφω — «пишу, рисую, черчу») — исследование глазных мышц и наружного слоя сетчатки благодаря изменениям биопотенциалов во время движения глаза, стимуляции сетчатки, и переводу зарегистрированных изменений в графическое представление.
Электроокулограмма — кривая, отражающая результат измерений. 